# Come & Get It (Selena-Gomez-Lied)
Come & Get It ist ein Lied der amerikanischen Sängerin Selena Gomez und die erste Single aus dem Album Stars Dance, welches im Sommer 2013 erschien.

## Entstehung und Veröffentlichung
Come & Get It wurde von Ester Dean, M. S. Eriksen und T. E. Hermansen geschrieben. Produziert wurde es von Stargate. Musikalisch ist Come & Get It ein Elektropop-Titel, welcher Elemente indischer Musik (Bhangra) beinhaltet. Der Song wurde als Debüt-Single des Albums Stars Dance am 7. April 2013 auf Hollywood Records veröffentlicht und offiziell in der Radioshow von Ryan Seacrest vorgestellt. Die britische Ausgabe folgte am 14. Juli 2013. In Deutschland erreichte Come & Get It Platz 58 der Charts. In den USA erreichte es in den offiziellen Billboard Hot 100 Platz 6 und wurde mit Drei-Fach Platin ausgezeichnet. Der Song war eigentlich für das sechste Studioalbum Talk That Talk von Rihanna geplant, fand darauf aber keinen Platz, sodass er anderen Künstlern angeboten wurde.
Ihren ersten Live-Auftritt mit Come & Get It hatte Gomez am 14. April 2013 bei den MTV Movie Awards 2013. Außerdem sang sie den Song in den US-amerikanischen Fernsehshows Dancing with the Stars, The Ellen DeGeneres Show, Late Show with David Letterman, den Radio Disney Music Awards und den Billboard Music Awards 2013.
Im Herbst 2014 war das Lied die Titelmusik der eBay-Werbekampagne Shop the World.

## Musikvideo
Das Video zum Song wurde von Anthony Mandler gedreht, der schon für seine Zusammenarbeit mit Rihanna bekannt ist. Es feierte seine Premiere am 7. Mai 2013 bei MTV. Auf Gomez’ VEVO wurden am 18. Juni 2013 fünf Videos von fünf Remix-Versionen veröffentlicht.

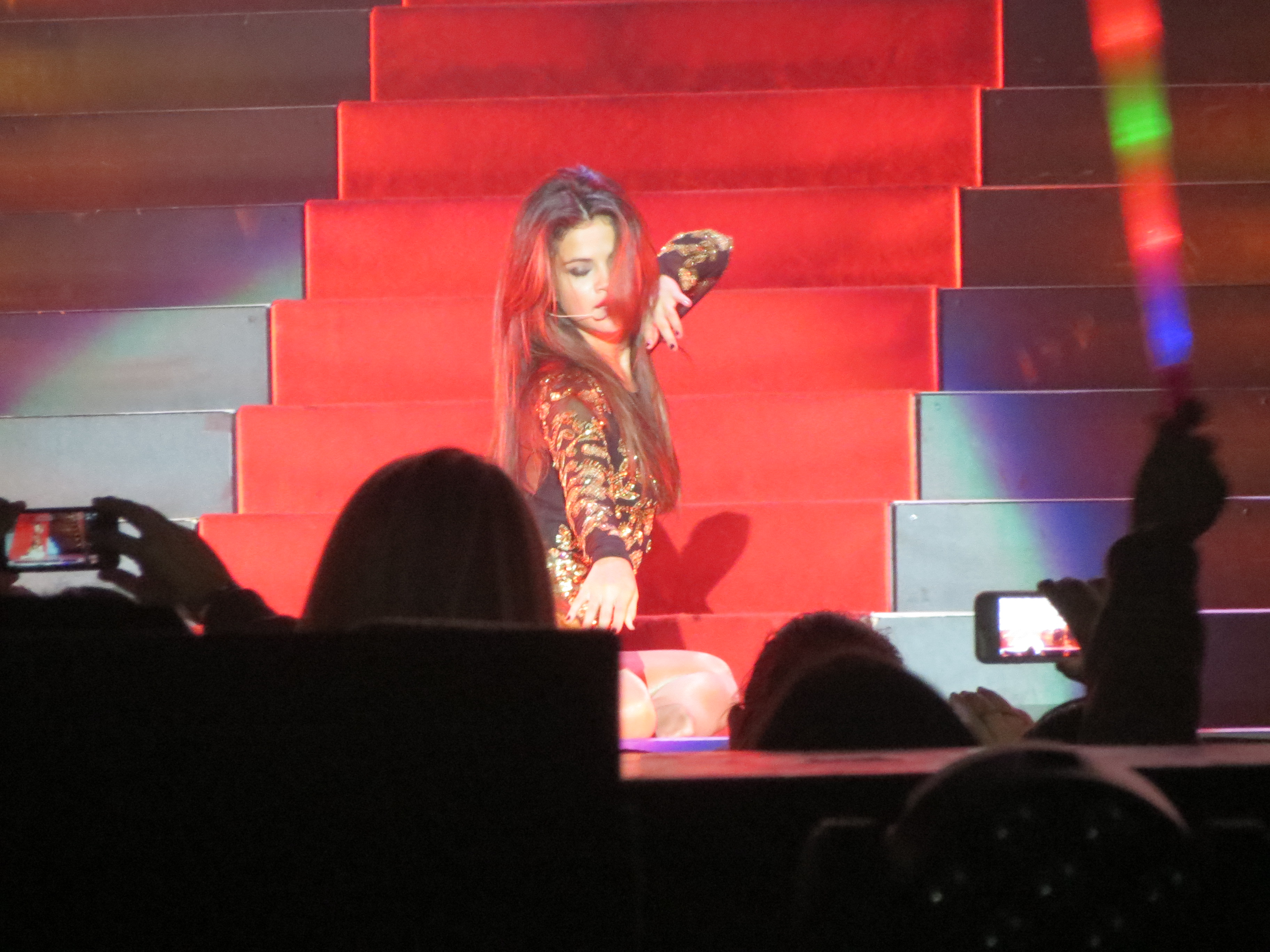
Come & Get It live in San Diego (November 2013)

## Kommerzieller Erfolg

### Chartplatzierungen
| ChartsChartplatzierungen       | Höchstplatzierung | Wochen |
| ------------------------------ | ----------------- | ------ |
| Deutschland (GfK)              | 58 (3 Wo.)        | 3      |
| Österreich (Ö3)                | 53 (4 Wo.)        | 4      |
| Schweiz (IFPI)                 | 42 (10 Wo.)       | 10     |
| Vereinigte Staaten (Billboard) | 6 (22 Wo.)        | 22     |
| Vereinigtes Königreich (OCC)   | 8 (8 Wo.)         | 8      |

| ChartsJahrescharts (2013)      | Platzierung |
| ------------------------------ | ----------- |
| Vereinigte Staaten (Billboard) | 33          |

### Auszeichnungen für Musikverkäufe
Come & Get It wurde weltweit mit 5× Gold und 12× Platin ausgezeichnet. Damit wurden laut Auszeichnungen über 5,9 Millionen Einheiten der Single verkauft.
| Land/Region                  | Auszeichnungen für Musikverkäufe (Land/Region, Auszeichnung, Verkäufe) | Verkäufe  |
| ---------------------------- | ---------------------------------------------------------------------- | --------- |
| Australien (ARIA)            | 2× Platin                                                              | 140.000   |
| Brasilien (PMB)              | 3× Platin                                                              | 180.000   |
| Kanada (MC)                  | 2× Platin                                                              | 160.000   |
| Mexiko (AMPROFON)            | Gold                                                                   | 30.000    |
| Neuseeland (RMNZ)            | Gold                                                                   | 7.500     |
| Norwegen (IFPI)              | Gold                                                                   | 5.000     |
| Schweden (IFPI)              | Gold                                                                   | 20.000    |
| Vereinigte Staaten (RIAA)    | 5× Platin                                                              | 5.000.000 |
| Vereinigtes Königreich (BPI) | Gold                                                                   | 400.000   |
| Insgesamt                    | 5× Gold · 12× Platin ·                                                 | 5.942.500 |

Hauptartikel: Selena Gomez/Auszeichnungen für Musikverkäufe